# Levístico
Levístico (Levisticum officinale) é uma planta cujas folhas, sementes e raízes são utilizados para dar sabor aos alimentos, especialmente da cozinha do sul da Europa. É uma planta perene que mede de 1,8 a 2,5 metros e que lembra vagamente o salsão ou aipo na aparência e no sabor.